# 602 г. пр.н.е.

## Събития

### В Азия

#### Във Вавилония
- Навуходоносор II (605 – 562 г. пр.н.е.) е цар на Вавилония.[1]

#### В Мидия
- Киаксар (625 – 585 г. пр.н.е.) е цар на Мидия.[2]

### В Африка

#### В Египет
- Фараон на Египет е Нехо II (610 – 595 г. пр.н.е.).[3]

### В Европа
- Преселници от остров Самос основават колонията Перинт на брега на Мраморно море.[4]